# Juan Moreira (film 1913)
Juan Moreira è un cortometraggio muto del 1913 diretto da Mario Gallo.

## Produzione
Il film fu prodotto nel 1913.

## Distribuzione
Il film uscì nelle sale cinematografiche argentine il 9 marzo 1913.